# Mormors magiska vind
Mormors magiska vind var en TV-serie som visades som sommarlovsprogram i SVT under perioden 14 juni-13 augusti 1999.  Den handlar om Emma (Anna Littorin) och Jenny (Camilla Larsson) som skall passa mormors hus över sommaren. På husets vind bor spöket Shangol (Niclas Fransson) som flickorna lär känna. En magisk spegel gör att flickorna och Shangol kan förflytta sig i tiden allt medan de letar efter ett försvunnet halsband. TV-serien spelas in i direktörsvillan i Ronneby brunnspark.
I Mormors magiska vind visades bland annat den nyzeeländska TV-serien Spegel, Spegel 2 (Mirror, Mirror II) och Hey Arnold!.

### Fotnoter
1. ↑  ”Svensk mediedatabas”. http://smdb.kb.se/catalog/search?q=%22Mormors+magiska+vind%22+typ%3Atv&sort=OLDEST. Läst 1 april 2011.